# 供
| ウィキペディアには「供」という見出しの百科事典記事はありません（タイトルに「供」を含むページの一覧/「供」で始まるページの一覧）。 代わりにウィクショナリーのページ「供」が役に立つかもしれません。 |